# Бернхард Шенк фон Щауфенберг
Бернхард Шенк фон Щауфенбергна немски: Bernhard Schenk von Stauffenberg; † 17 декември 1609) е благородник от швабския стар благороднически род Шенк фон Щауфенберг във Вилфлинген.
Той е син на Ханс Шенк фон Щауфенберг (1607 – 1678/1679) и съпругата му Барбара фон Вестернах († 1570). Внук е на Себастиан Шенк фон Щауфенберг († 1564) и първата му съпруга Анна фон Рехберг-Илерайхен († пр. 1540). Сестра му Маргарета Анна († 1586) е омъжена 1585 г. за Маркс фон Нойхаузен.
Фамилията „Шенк фон Щауфенберг“ се нарича през 1317 г. на построения от тях замък Щауфенберг през 12 век. Фамилията е издигната през 1692 г. на имперски фрайхер и 1785 г. на имперски граф.

## Фамилия
Бернхард Шенк фон Щауфенберг се жени на 13 март 1588/1589 г. в Улм за Анна Регина фон Леонрод (* 12 октомври 1570), дъщеря на Филип фон Леонрод и Барбара Хунд фон Лаутербах. Te имат девет деца:
- Ханс Зигизмунд Шенк фон Щауфенберг (* 1607; † 14 януари 1678/1679 в Айхщет), женен на 17 април 1640 г. в капелата „Св. Георг“ в катедралата Айхщет за Маргарета Урсула Шенк фон Гайерн († 24 април 1687, Тайленберг); имат осем деца
- Доротея Мария Ева, омъжена 1613 г. за фрайхер Албрехт фон Маминг
- Ханс Себастиан (1596 – 1596)
- Анна Доротея (1597 – 1597)
- Йохан Филип (* 1600; † юни 1624)
- Мария Елизабет
- Маргарета Анна (1604 – 1604)
- Вилхелм Конрад († 4 септември 1670), женен I. за Мария Доротря фон Ридхайм, дъщеря на Йохан Фридрих фон Ридхайм и Мария Маргарета фон Вембдинг, II. за Катарина Хумпис фон Валтрамс
- Анна Катарина († пр. 1619)